# Laurent Carnol
Pour les articles homonymes, voir Carnol.
Laurent Carnol, né le 17 octobre 1989 à Ettelbruck, est un nageur luxembourgeois spécialiste des épreuves de brasse.

## Biographie
Laurent Carnol est licencié au Luxembourg au SC Le Dauphin situé à Ettelbruck, sa ville natale, ainsi qu'en Angleterre au club de l'Université de Loughborough où il poursuit ses études, de chimie.
Carnol participe en 2008 aux Jeux olympiques où il est 40e des séries du 200 mètres brasse. Détenteur de l'ensemble des records du Luxembourg en brasse, Carnol décroche en 2010 la cinquième place du 200 mètres brasse lors des Championnats d'Europe en grand bassin. En fin d'année, il est quatrième du 200 mètres brasse des Championnats d'Europe en petit bassin en baissant son record national sur cette épreuve de plus d'une seconde. Il participe ensuite aux Championnats du monde en petit bassin. Carnol devient en 2011 le premier Luxembourgeois à atteindre une demi-finale mondiale en grand bassin lors du 200 mètres brasse qu'il termine quinzième.
En janvier 2012, en passant sous la barre des 2 minutes 10 secondes au 200 mètres brasse (2 min 9 s 78), il bat son record national sur la distance et se qualifie du même coup pour les Jeux olympiques de Londres. Présent également sur le 100 mètres brasse, Carnol est 26e du 100 mètres brasse et 15e du 200 mètres brasse, devenant à cette occasion le premier Luxembourgeois à atteindre une demi-finale aux Jeux olympiques en natation. Il termine ces Jeux olympiques en étant le porte-drapeau luxembourgeois lors de la cérémonie de clôture. En fin d'année, Carnol est élu Sportif luxembourgeois de l'année.

## Palmarès

### Jeux olympiques
| Épreuve / Édition | Pékin 2008                   | Londres 2012                       |
| 100 mètres brasse | -                            | 26e des séries 1 min 1 s 46        |
| 200 mètres brasse | 40e des séries 2 min 15 s 87 | 15e des demi-finales 2 min 11 s 17 |

## Records

### Records personnels
Ces tableaux détaillent les records personnels de Laurent Carnol en grand et petit bassin.
| Épreuve      | Temps        | Compétition                | Lieu                   | Date       |
| 100 m brasse | 1 min 0 s 76 | Championnats du monde 2013 | Barcelone, Espagne     | 28/07/2013 |
| 200 m brasse | 2 min 9 s 78 | Euro-Meet 2012             | Luxembourg, Luxembourg | 28/01/2012 |

| Épreuve      | Temps        | Compétition                | Lieu                       | Date       |
| 100 m brasse | 59 s 54      | Championnats nationaux     | Luxembourg, Luxembourg     | 14/12/2014 |
| 200 m brasse | 2 min 7 s 10 | Championnats du monde 2010 | Dubaï, Émirats arabes unis | 17/12/2010 |